# Малораковецька сільська рада
| Малораковецька сільська рада — колишній орган місцевого самоврядування у Іршавському районі Закарпатської області з адміністративним центром у с. Малий Раковець. Розташована в гірській частині у підніжжі гори Китиця. Сільській раді підпорядковані населені пункти: - с. Малий Раковець Рада складалася з 20 депутатів та голови. |

## Керівний склад сільської ради
| ПІБ                | Основні відомості                                                                                     | Дата обрання | Дата звільнення |
| ------------------ | --- | ------------ | --------------- |
| Лях Емілія Юріївна | Сільський голова, 1958 року народження, освіта, член Соціал-демократичної партії України (об'єднаної) | 26.03.2006   | 31.10.2010      |
| Лях Емілія Юріївна | Сільський голова, 1958 року народження, освіта незакінчена вища, позапартійна                         | 31.10.2010   |                 |

Примітка: таблиця складена за даними джерела

## Архітектурні та історичні пам'ятки
- памятник Воїнам-визволителям

## Природні багатства
Кар'єр по виготовленню бруківки, камінь-андезит, обсидіан.

## Відомі вихідці
- Фединець Олександр Васильович — професор-хірург.

## Населення
Згідно з переписом УРСР 1989 року чисельність наявного населення сільської ради становила 2941 особа, з яких 1422 чоловіки та 1519 жінок.
За переписом населення України 2001 року в сільській раді мешкали 3072 особи.

### Мова
Розподіл населення за рідною мовою за даними перепису 2001 року:
| Мова       | Відсоток |
| ---------- | -------- |
| українська | 99,68 %  |
| російська  | 0,23 %   |
| молдовська | 0,06 %   |